# Darkness (groupe)
Pour les articles homonymes, voir Darkness.
Darkness est un groupe allemand de thrash metal, originaire d'Essen, en Rhénanie-du-Nord-Westphalie. Il est formé en 1984, et dissous en 1991, puis réuni en 2004 sous le nom d'Eure Erben, avant de redevenir actif sous le nom de Darkness.

## Histoire
Le groupe est formé en décembre 1984 après un concert de Destruction et Tormentor (plus tard Kreator). Le groupe est composé du batteur et chanteur Andreas « Lacky »/« Torturer » Lakaw, du bassiste Hartmut « Agony » Schöner et du guitariste Andreas « Skull » Becker. Les membres partent au Carl Zeche, y forment le groupe et y écrivent la première chanson Armageddon. Peu de temps après, Uwe « Damager » Christoffers rejoint le groupe en tant que deuxième guitariste. Avec ce line-up, le groupe enregistre sa première démo The Evil Curse. Peu de temps après, Christopfer quitte à nouveau le groupe. Tous les trois réalisent l'enregistrement démo suivant intitulé Titanic War. Le chanteur Oliver « Olli »/« Zeutan » Fernickel rejoint ensuite le casting. Après cela, le groupe s'effondre brièvement. Le guitariste Pierre Danielscyk et le bassiste Bruno se joignent en tant que nouveaux membres et enregistrent la troisième démo Spawn of the Dark One. Peu de temps après, Arnd Klink rejoint le groupe en tant que deuxième guitariste.
En 1987, le groupe sort son premier album Death Squad sur Tales of Thrash Records. En 1988, le deuxième album Defenders of Justice suit sur Scratch Records en CD,  et sur Tales of Thrash Records en LP. L'album est réédité en 1992 sur Polyband sous le nom de Broken Heart et en 2005 sous le nom de Bloodbath sur Battle Cry Records. Le dernier album Conclusion and Revival suit en 1989, sorti sur Hot Blood Records avant la séparation du groupe. En 2004, les membres du groupe se réunissent à nouveau et forment Your Heirs. Le groupe joue des chansons de Darkness, principalement en allemand, ainsi que de nouvelles compositions. En 2005, les trois albums Death Squad, Defenders of Justice et Conclusion and Revival sont réédités. L'album live Bocholt Live Squad sort également, qui contient un enregistrement de concert du 17 mai 1987. La compilation The Demos, sortie en 2008, comprend également un enregistrement live du Keep It True de 2006. En 2024, le groupe sort l'album Blood on Canvas.

## Style musical
Le premier album du groupe, Death Squad, est typique du vieux thrash metal allemand. Ils ne sont pas l'un des groupes les plus bruyants de leur époque, mais jouent « un thrash très rapide, mais compréhensible, avec quelques notes d'originalité et des riffs assez accrocheurs ». Cependant, le style de Darkness n'est pas encore complètement développé, avec certains morceaux « semblant assez génériques ». Alors que leur deuxième album Defenders of Justice avait son propre style, Conclusion and Revival sonnait « plus ordinaire et moins inspiré » que leurs œuvres précédentes. 
Darkness est considéré par la presse spécialisée comme une légende du thrash allemand.

## Discographie
- 1985 : The Evil Curse (démo)
- 1985 : Iron Force (démo)
- 1986 : Attack the Mephisto (démo)
- 1986 : Titanic War (démo)
- 1986 : Spawn of the Dark One (démo)
- 1987 : Death Squad (album, Tales of Thrash Records)
- 1987 : Promo Tape (démo)
- 1987 : Cleans Pforzheim (démo)
- 1988 : Defenders of Justice (album, Scratch Records (CD), Tales of Thrash Records (LP))
- 1989 : Conclusion and Revival (album, Hot Blood Records)
- 1989 : Spawn of the Last One (démo)
- 1992 : Broken Heart (aussi sorti sous le nom de Defenders of Justice, Polyband)
- 2005 : Bloodbath (aussi sorti sous le nom de Defenders of Justice, Battle Cry Records)
- 2005 : Bocholt Live Squad (album live, Battle Cry Records)
- 2006 : Eure Erben (EP, sous le nom Eure Erben)
- 2007 : Eure Fäuste (EP, sous le nom Eure Erben)
- 2008 : The Demos (compilation, High Roller Records)
- 2010 : Terror 2.0 (album, sous le nom Eure Erben)
- 2015 : Thrash till Death (compilation, High Roller Records)
- 2016 : The Gasoline Solution (album, High Roller Records)
- 2018 : First Class Violence (album, Massacre Records)
- 2020 : Over and Out (album, Massacre Records)
- 2024 : Blood on Canvas (album, Massacre Records) (92e place des charts allemands[7])